# Sorry for Partyin’
Sorry for Partyin’ — седьмой студийный альбом американской рок-группы Bowling for Soup, который стал их четвёртым альбомом на крупном лейбле. Он выпущен 12 октября 2009 года на RCA Records и Jive Records. Он дебютировал на 104 месте в Billboard 200 и на 47 месте среди рок-альбомов. Для альбома не было выпущено ни одного сингла.
Альбом получил положительные отзывы критиков.

## Производство и запись
Группа начала работу над альбомом в январе 2009 года в Остине, штат Техас, сотрудничая с такими людьми, как Linus of Hollywood, Scott Reynolds, Tony Scalzo, Parry Gripp и Kim Shattuck
.
Группа пришла в студию 21 января с 18 демо-записями и списком имён возможных гостей. Группа записывалась более месяца, записав 18 треков, и закончила запись в начале марта 2009 года. Местный фанат из Остина, штат Техас, по имени Линдси, был выбран группой для участия в процессе записи с целью предоставления студийных новостей, которые будут размещены на официальном сайте группы . Процесс записи начался с барабанных сессий Гэри. Первой заглавной песней стала «I Can’t Stand L.A.». В том же месяце Эрик записал бас для «I Don’t Wish You Were Dead Anymore» и «America (Wake Up Amy)». Гитары были записаны для «Choke», «If Only» и «BFFF» 31 января. В феврале «Goodbye Friend» и ещё 4 песни были записаны на гитаре, после чего Джарет приступил к вокальным трекам. Скотт Рейнольдс из группы ALL заходил к нам, чтобы обсудить вокал в альбоме.
По состоянию на июнь 2009 года группа Bowling for Soup записала 27 песен для альбома.

## Отзывы
| Оценки критиков | Оценки критиков |
| Источник        | Оценка          |
| --------------- | --------------- |
| AbsolutePunk    | (23%)           |
| Allmusic        | [ 5 ]           |
| Kerrang!        | [ 14 ]          |

Альбом получил положительные отзывы критиков.

## Список композиций
| №                   | Название                                                               | Автор(ы)                          | Длительность |
| ------------------- | ---------------------------------------------------------------------- | --------------------------------- | ------------ |
| 1.                  | «A Really Cool Dance Song»                                             | Jaret Reddick, Linus of Hollywood | 3:44         |
| 2.                  | «No Hablo Inglés»                                                      | Reddick, Linus of Hollywood       | 3:30         |
| 3.                  | «My Wena»                                                              | Reddick, Linus of Hollywood       | 2:50         |
| 4.                  | «Only Young»                                                           | Reddick, Sam Hollander,Dave Katz  | 3:46         |
| 5.                  | «I Don't Wish You Were Dead Anymore»                                   | Reddick, Tony Scalzo              | 2:46         |
| 6.                  | «BFFF»                                                                 | Reddick                           | 3:52         |
| 7.                  | «Me With No You»                                                       | Reddick, Zac Maloy                | 3:44         |
| 8.                  | «Hooray for Beer»                                                      | Reddick, Linus of Hollywood       | 3:27         |
| 9.                  | «America (Wake Up Amy)» (при участии Scott Reynolds и Parry Gripp)     | Reddick                           | 3:26         |
| 10.                 | «If Only»                                                              | Reddick                           | 3:39         |
| 11.                 | «I Gotchoo»                                                            | Reddick, Linus of Hollywood       | 3:44         |
| 12.                 | «Love Goes Boom»                                                       | Reddick, Maloy                    | 4:09         |
| 13.                 | «I Can't Stand L.A.»                                                   | Reddick                           | 2:50         |
| 14.                 | «Belgium Polka» (скрытый трек на издании США; при участии Brave Combo) | Reddick                           | 3:35         |
| Общая длительность: | Общая длительность:                                                    | Общая длительность:               | 50:02        |

Бонусные треки
| №                   | Название                | Длительность |
| ------------------- | ----------------------- | ------------ |
| 15.                 | «I Just Wanna Be Loved» | 4:20         |
| 16.                 | «Choke»                 | 4:12         |
| 17.                 | «Everything to Me»      | 3:52         |
| Общая длительность: | Общая длительность:     | 65:56        |

| №   | Название                                       | Длительность |
| --- | ---------------------------------------------- | ------------ |
| 15. | «I Just Wanna Be Loved»                        | 4:20         |
| 16. | «Choke»                                        | 4:12         |
| 17. | «Everything to Me»                             | 3:52         |
| 18. | «Reality» (бонусный трек только на amazon.com) | 3:30         |

| №                   | Название                    | Автор(ы)                    | Длительность |
| ------------------- | --------------------------- | --------------------------- | ------------ |
| 15.                 | «I Just Wanna Be Loved»     |                             | 4:20         |
| 16.                 | «Walk of Shame»             |                             | 3:57         |
| 17.                 | «Amateur Night»             |                             | 3:51         |
| 18.                 | «I Gotchoo (Other Version)» | Reddick, Linus of Hollywood | 3:34         |
| Общая длительность: | Общая длительность:         | Общая длительность:         | 65:40        |

| №                   | Название              | Длительность |
| ------------------- | --------------------- | ------------ |
| 15.                 | «My Girlfriend Sucks» | 3:21         |
| Общая длительность: | Общая длительность:   | 53:23        |